# Distretto di Phimai
Il distretto di Phimai (in thailandese: พิมาย) è un distretto (amphoe) della Thailandia, situato nella provincia di Nakhon Ratchasima.